# Restaurang Salutorget
Restaurang Salutorget finns i Helsingfors och ligger vid Salutorget i hörnet av Sofiegatan och Norra Esplanaden och har en intressant historia. Stenhuset heter Brofelts hus eftersom det var Petter Brofelt som lät bygga huset. Restaurangen hör till restaurangbolaget Royal Ravintolat. Restaurangen har en yta på 295 m2 och rymmer 169 personer. Salutorgets nedre våning fungerar som restaurang med en bar och övre våningen som en plats för privata evenemang t.ex. möten eller familjefester. På sommaren öppnar Salutorget sin uteservering mot Esplanaden.

## Historia
Köpmannen Petter Brofelt lät bygga stenhuset på Esplanaden på 1820-talet. Huset är ritat av Jean Wik. På bottenvåningen öppnades Brofelts diversehandel och i andra våningen fanns köpmannens lägenhet. Året efter att diversehandeln hade öppnat bestämde sig Brofelt för att låta bygga en tredje våning i byggnaden för att kunna ha plats för rum även till affärsassistenter. År 1841 köpte affärsmannen Aleksej Kudrakoff, som flyttat till Helsingfors från S:t Petersburg, Brofelts verksamhet. Kudrakoffs salubod hade ett stort urval av lyxvaror som färsk fisk, löjrom, kaviar, gäss, holländsk sill, citrusfrukter, äpplen och vindruvor. År 1860 gav Kudrakoff upp sin verksamhet och sålde huset till köpmannen Wasili Koroleff som fortsatte med affärsverksamheten.
Arkitektbyrån Valter Jung& Emil Fabritius designade under åren 1912-1914 en ny banksal i jugendstil till huset och i samma process byggdes det en flygel i tre våningar. I banksalen verkade Nylands Aktiebank och då huset flyttades till Helsingfors stads ägo, fortsatte bankverksamheten. Sedan verkade Rahatoimisto i huset fram till år 2007. Nedersta våningen fungerade som bankvalv men är numera en kundtoalett i restaurangen. Valvdörren finns dock ännu kvar. Det kända Pengaträdet som är ett konstverk av blyglas placerades i salen år 1974, dock är konstverket gjort 70 år tidigare. Banksalen gjordes till en restaurang år 2009 och övre våningens utrymmen slogs ihop med restaurangen år 2015. Banksalen är skyddad av museiverket vilket betyder att bland annat bankdisken, pelarna, färgen på väggarna och blyglaset inte får ändras.

## Mat
Salutorgets klassiker är den kända Toast Skagen som har funnits på menyn ända sedan restaurangen öppnade. Deras ”afternoon tea” är även populärt.